# Gandegghütte
La Gandegghütte è un rifugio situato nel comune di Zermatt (Vallese), nella Mattertal, nelle Alpi Pennine, a 3.029 m s.l.m.

## Caratteristiche e informazioni

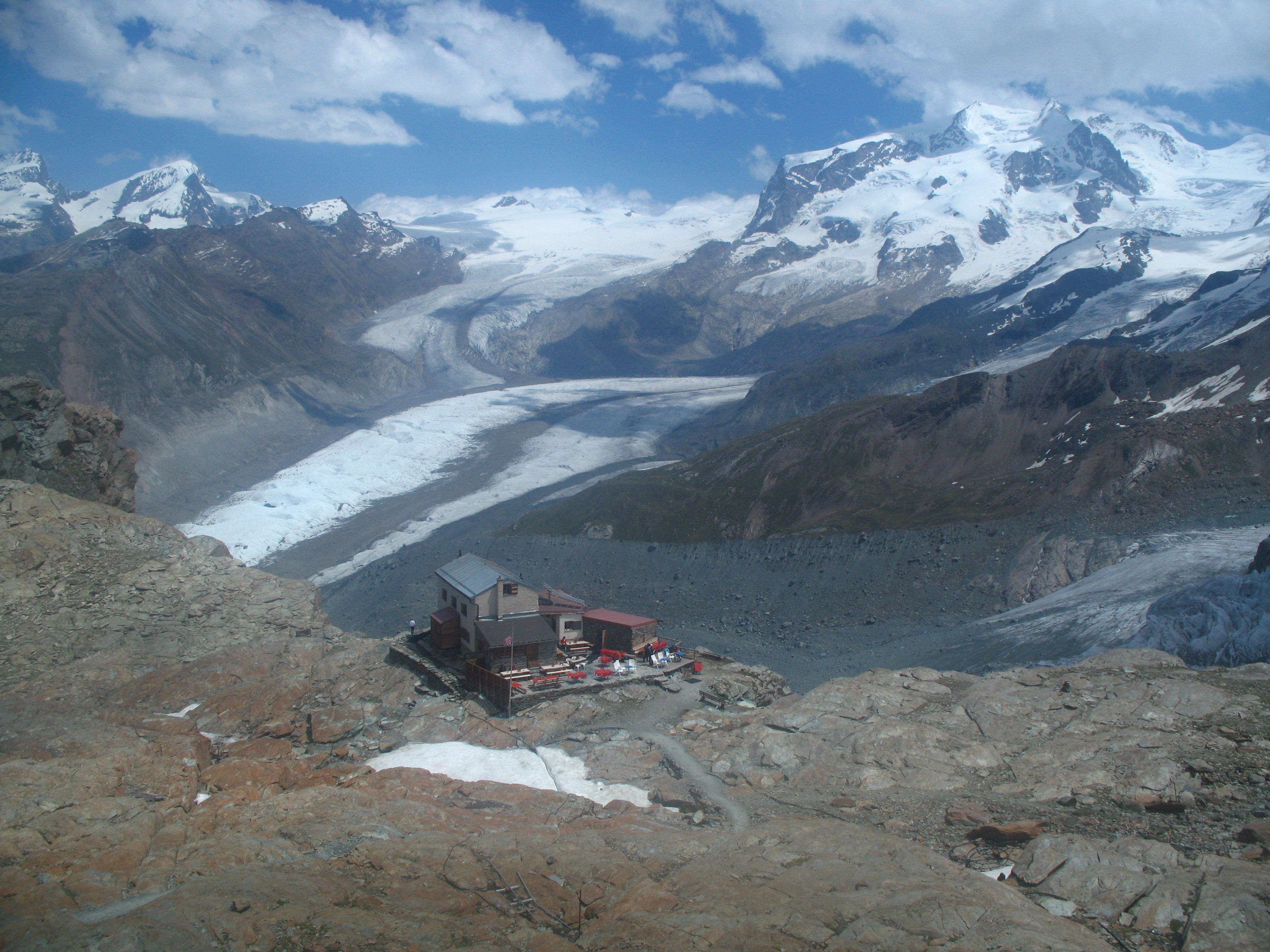
Il rifugio visto dal Piccolo Cervino.

Si trova sul dosso roccioso che separa l'Oderer Theodulgltscher e Unterer Theodulgletscher.
Dal rifugio passa il Tour del Monte Rosa.

## Accessi
In generale, l'accesso avviene da Zermatt con la funivia del Trockener Steg (2939 m s.l.m.) e sentiero di 30 minuti circa. D'inverno il rifugio è raggiunto dalla pista da sci n° 74.

## Traversate
- Rifugio Guide del Cervino - 3.480 m s.l.m.
- Monte Rosa Hütte - 2.795 m s.l.m.